# Tournoi d'ouverture du championnat du Belize de football 2019
Navigation
Saison précédente Saison suivante
Le Tournoi Apertura 2019 est le dix-neuvième tournoi saisonnier disputé au Belize.
C'est cependant la 40e fois que le titre de champion du Belize est remis en jeu.
Lors de ce tournoi, le San Pedro Pirates FC va tenter de conserver son titre de champion du Belize face aux sept meilleurs clubs bélizéens.
Chacun des huit clubs participant sera confronté deux fois aux sept autres équipes. Puis les quatre meilleurs s'affronteront lors d'une phase finale à la fin du tournoi.
Une place est qualificative pour la Ligue de la CONCACAF 2020, attribuée à l'issue de la saison au meilleur vainqueur de tournoi (Apertura ou Clausura).

## Les huit clubs participants
Ce tableau présente les huit équipes qualifiées pour disputer le championnat 2019-2020. On y trouve le nom des clubs, le nom des stades dans lesquels ils évoluent ainsi que la capacité et la localisation de ces derniers.
| Club                               | Stade                       | Capacité | Ville       |
| Altitude FC (en)                   | Stade Michael Ashcroft (en) | 2 000    | Mango Creek |
| Defence Force                      | Stade MCC Grounds           | 2 000    | Belize City |
| Belmopan Bandits                   | Stade Isidoro Beaton        | 2 500    | Belmopan    |
| Placencia Assassins (en)           | Terrain de Placencia (en)   | -        | Placencia   |
| San Pedro Pirates FC (en)          | Stade Ambergris             | -        | San Pedro   |
| Valley Pride Freedom Fighters (en) | Stade Carl Ramos            | 3 500    | Dangriga    |
| Verdes FC                          | Stade Norman Broaster       | 2 000    | San Ignacio |
| Wagiya (en)                        | Stade Carl Ramos            | 3 500    | Dangriga    |

| \| Defence Force Verdes Belmopan Bandits Placencia Assassins Altitude Wagiya Valley Pride FF San Pedro \| Localisation des clubs. |
| Defence Force Verdes Belmopan Bandits Placencia Assassins Altitude Wagiya Valley Pride FF San Pedro                               |

## Compétition[1]
Le tournoi Apertura se déroule de la même façon que le tournoi saisonnier précédent, en deux phases :
- La phase de qualification : les quatorze journées de championnat.
- La phase finale : les matchs aller-retour allant des quarts de finale à la finale.

### Phase de qualification
Lors de la phase de qualification, les huit équipes affrontent à deux reprises les neuf autres équipes selon un calendrier tiré aléatoirement.
Les quatre meilleures équipes sont qualifiées pour les demi-finales.
Le classement est établi sur le barème de points classique (victoire à 3 points, match nul à 1, défaite à 0).
Le départage final se fait selon les critères suivants :
- Le nombre de points.
- La différence de buts générale.
- Le nombre de buts marqué.

| Rang | Équipe                        | Pts | J  | G  | N | P  | Bp | Bc | Diff |
| ---- | ----------------------------- | --- | -- | -- | - | -- | -- | -- | ---- |
| 1    | Verdes FC                     | 33  | 14 | 10 | 3 | 1  | 45 | 15 | +30  |
| 2    | Belmopan Bandits              | 28  | 14 | 8  | 4 | 2  | 35 | 13 | +22  |
| 3    | San Pedro Pirates FC T        | 23  | 14 | 5  | 8 | 1  | 24 | 18 | +6   |
| 4    | Altitude FC                   | 21  | 14 | 6  | 3 | 5  | 22 | 26 | -4   |
| 5    | Wagiya                        | 19  | 14 | 5  | 4 | 5  | 22 | 16 | +6   |
| 6    | Defence Force                 | 19  | 14 | 5  | 4 | 5  | 21 | 21 | 0    |
| 7    | Placencia Assassins           | 6   | 14 | 1  | 3 | 10 | 14 | 53 | -39  |
| 8    | Valley Pride Freedom Fighters | 4   | 14 | 1  | 1 | 12 | 14 | 53 | -39  |

| Légende : Qualifications et relégations | Légende : Qualifications et relégations |
| --------------------------------------- | --------------------------------------- |
|                                         | Qualifié pour les demi-finales          |
|                                         | T Tenant du titre                       |

| Résultats (▼dom., ►ext.)                                   | ALT | BDF | BEL | PLA | SPP | VPFF | VER  | WAG |
| Altitude FC                                                |     | 2-0 | 2-2 | 3-1 | 0-0 | 4-2  | 0-1  | 1-0 |
| Defence Force                                              | 1-0 |     | 1-1 | 1-1 | 1-3 | 3-1  | 3-3  | 2-1 |
| Belmopan Bandits                                           | 3-1 | 2-0 |     | 6-0 | 0-0 | 6-2  | 1-4  | 3-1 |
| Placencia Assassins FC                                     | 2-3 | 0-1 | 0-1 |     | 2-3 | 3-1  | 2-3  | 1-4 |
| San Pedro Pirates FC                                       | 1-1 | 3-3 | 0-2 | 0-0 |     | 3-0  | 2-1  | 2-2 |
| Valley Pride Freedom Fighters                              | 2-4 | 0-4 | 0-7 | 3-2 | 1-2 |      | 1-10 | 0-1 |
| Verdes FC                                                  | 5-1 | 2-1 | 0-0 | 7-1 | 3-3 | 3-0  |      | 2-0 |
| Wagiya                                                     | 6-0 | 2-0 | 2-1 | 0-0 | 2-2 | 1-1  | 0-1  |     |
| - Victoire à domicile - Match nul - Victoire à l'extérieur |     |     |     |     |     |      |      |     |

### La phase finale
Les quatre équipes qualifiées sont réparties dans le tableau final d'après leur classement général, le premier affrontant le quatrième et le second affrontant le troisième.
En cas d'égalité sur la somme des deux matchs, les deux équipes sont dans un premier temps départagées par la règle des buts marqués à l'extérieur puis par leur classement général si cela est nécessaire, sauf lors de la finale où des prolongations puis une séance de tirs au but ont éventuellement lieu.

#### Tableau
|  |                      |            |                  |            |            |     |   |        |        |        |        |        |
|  | 1/2 finale           | 1/2 finale | 1/2 finale       | 1/2 finale | 1/2 finale |     |   | Finale | Finale | Finale | Finale | Finale |
|  |                      |            |                  |            |            |     |   |        |        |        |        |        |
|  |                      |            |                  |            |            |     |   |        |        |        |        |        |
|  | Verdes FC            | (1)        | 1                | 5          |            |     |   |        |        |        |        |        |
|  | Verdes FC            | (1)        | 1                | 5          |            |     |   |        |        |        |        |        |
|  | Altitude FC          | (4)        | 1                | 3          |            |     |   |        |        |        |        |        |
|  | Altitude FC          | (4)        | 1                | 3          | Verdes FC  | (1) | 1 | 2      |        |        |        |        |
|  |                      |            |                  |            |            | (1) | 1 | 2      |        |        |        |        |
|  |                      |            | Belmopan Bandits | (2)        | 1          | 0   |   |        |        |        |        |        |
|  | Belmopan Bandits     | (2)        | Belmopan Bandits | (2)        | 1          | 0   | 2 | 0      |        |        |        |        |
|  | Belmopan Bandits     | (2)        |                  |            |            |     | 2 | 0      |        |        |        |        |
|  | San Pedro Pirates FC | (3)        | 1                | 1          |            |     |   |        |        |        |        |        |
|  | San Pedro Pirates FC | (3)        | 1                | 1          |            |     |   |        |        |        |        |        |

#### Demi-finales
| Club             | Aller | Retour | Club                 | Commentaire |
| Verdes FC        | 1-1   | 5-3    | Altitude FC          |             |
| Belmopan Bandits | 2-1   | 0-1    | San Pedro Pirates FC |             |

#### Finale
| 8 décembre 2019 | Belmopan Bandits     | 1:1   | Verdes FC         | Stade Isidoro-Beaton, Belmopan |                            |
|                 | Daniel Jimenez 45+1e | (1:1) | 35e Krisean Lopez | Arbitrage : Ismael Cornejo     | Arbitrage : Ismael Cornejo |

| 15 décembre 2019 | Verdes FC                                | 2:0   | Belmopan Bandits | Stade Norman Broaster, San Ignacio  |                                     |
|                  | Jeromy James 6e · Elroy Smith 89e (pen.) | (1:0) |                  | Arbitrage : Bryan Lopez Castellanos | Arbitrage : Bryan Lopez Castellanos |

## Bilan du tournoi
| Tournoi d'ouverture du championnat de football du Belize 2019 |                      |
| Champion                                                      | Verdes FC (4e titre) |
| Dauphin                                                       | Belmopan Bandits     |
| Qualifications continentales                                  |                      |
| Ligue de la CONCACAF 2020                                     | À déterminer         |

## Statistiques

### Buteurs
| Rang | Nom             | Équipe      | Buts |
| 1    | Mariano Landero | Verdes FC   | 14   |
| 2    | Andres Orozco   | Altitude FC | 11   |
| 3    | Krisean Lopez   | Verdes FC   | 9    |